# Ellen Bass
Ellen Bass (16. lipnja 1947.) američka je pjesnikinja. Bass je poznata kao autorica knjige Mules of Love (2002.) i kao osnivačica programa poezije u zatvorima.
Bass je rođena u Philadelphiji, Pennsylvania, SAD, a odrastala je u Pleasantvilleu, gdje su njezini roditelji imali trgovinu alkoholnim pićima. Od 1983. do 2003., Bass je radila kao pomagač osobama koje su bile spolno zlostavljane kao djeca – napisala je knjigu The Courage to Heal (1991.), nudila pomoć žrtvama i predavala psihoterapeutima. Bass je suosnivač neprofitne organizacije nazvane Survivors Healing Center.

## Djela
- I'm not your laughing daughter. University of Massachusetts Press. 1973. ISBN 9780870231285
- No More Masks! An Anthology of Poems by Women. Co-edited with Florence Howe. Doubleday. 1973. ISBN 9780385025539CS1 održavanje: others (link)
- Of Separateness and Merging. Autumn Press, 1977. ISBN 978-0394734309.
- For Earthly Survival. A letter press chapbook, Moving Parts Press, 1980.
- Our Stunning Harvest. New Society Publishers, 1984. ISBN 978-0865710535.
- Mules of Love. BOA Editions. 2002. ISBN 9781929918225
- The Human Line. Copper Canyon Press. 2007. ISBN 9781556592553
- Like A Beggar. Copper Canyon Press. 2014. ISBN 9781556594649
- Indigo. Copper Canyon Press. 2020. ISBN 9781556595752.